# W Virginis-variabel
W Virginis-variabler är en underklass av typ II cepheider som har en pulseringsperiod på 10-20 dygn,och är av spektralklass F6-K2.
Variabeltypen upptäcktes först av Walter Baade 1942, som noterade stjärnornas skillnad från den klassiska cepheiden i en studie av cepheider i Andromedagalaxen och angav att stjärnor i galaxen var av två populationer.

## Egenskaper
W Virginis-variabler har i allmänhet låga metallhalter och en massa som är mindre än en solmassa. De har en absolut magnitud som i genomsnitt är 1,5 enheter svagare än cepheider av typ I. I likhet med cepheid-variabler av typ I befinner sig W Virginis-stjärnor i det instabila området av Hertzsprung-Russell-diagrammet, och deras variabilitet orsakas av en instabilitet när deras storlek förändras. De har också ett distinkt förhållande mellan period och luminositet men uppträder på likartat sätt som cepheider av typ I. Det betyder att W Virginis-variabler också kan användas för att mäta galaktiska och extragalaktiska avstånd.